# Святозерская волость
Святозе́рская во́лость — волость в составе Петрозаводского уезда Олонецкой губернии.

## Общие сведения
Образована 1 января 1885 г. в результате выделения Мангинского, Святозерского и Пряжинского сельских обществ из состава Сямозерской волости в отдельную Святозерскую волость.
Волостное правление располагалось в селении Святозеро.
В состав волости входили сельские общества, включающие 40 деревень:
- Маньгинское общество
- Святозерское общество
- Пряжинское общество

На 1890 год численность населения волости составляла 3555 человек.
На 1905 год численность населения волости составляла 3425 человек. В волости насчитывалось 895 лошадей, 1637 коров и 1779 голов прочего скота.
Постановлением ВЦИК и СНК РСФСР от 4 августа 1920 года в населённых карелами местностях Олонецкой и Архангельской губерний была образована Карельская трудовая коммуна и волость вошла в состав Карельской трудовой коммуны. В 1923 году волость вошла в состав образованной Автономной Карельской ССР.
В ходе реформы административно-территориального деления СССР в 1927 году волость была упразднена, а её территория включена в Святозерский район.
В настоящее время территория Святозерской волости относится к Пряжинскому району Республики Карелия.